# Sankt Eriks torg

Akvarell från 1890 av Ludvig Messmann föreställande Sankt Eriks torg.

Den här artikeln handlar om ett torg i Göteborg. För torget i Uppsala med samma namn se S:t Eriks torg, Uppsala.
Sankt Eriks torg var ett torg i stadsdelen Nordstaden i Göteborg. Det låg vid Göteborgsoperans nuvarande område vid Lilla Bommens hamn, mellan Östra Hamngatan och Torggatan, intill det dåvarande  cellfängelset.
Torget fick sitt namn 1852 och uppkallades efter bastionen Sanctus Ericus (Sankt Erik), som tidigare legat intill platsen. Torget fick nya gränser år 1883 och utgick år 1974 till följd av ändring av stadsplanen. En större vattenpump togs bort från torget 1939, i samband med att man lade om järnvägs- och spårvägsspår samt kör- och gångbanor på torget och i dess närhet. Den var ett minne från tiden då vattnet leddes från Kallebäckskällan genom urborrade trästockar till olika brunnar och tappställen i staden. Här hämtade man vatten till både hushåll och arbetsplatser i närheten. Även från båtarna kom besättningsmän och kockor med stora kopparflaskor för att hämta det välsmakande vattnet.
Platsen för den raserade bastionen Sankt Erik och en del av torget benämndes Sankt Eriks hörn.

## Bilder

Illustration från 1876 ur Ny Illustrerad Tidning med det nybyggda Hasselbladhuset vid hörnet Sankt Eriks torg och Östra Hamngatan.
Hasselbladhuset vid Östra Hamngatan 1, 1902.